# Reichsparteischule Rosa Luxemburg

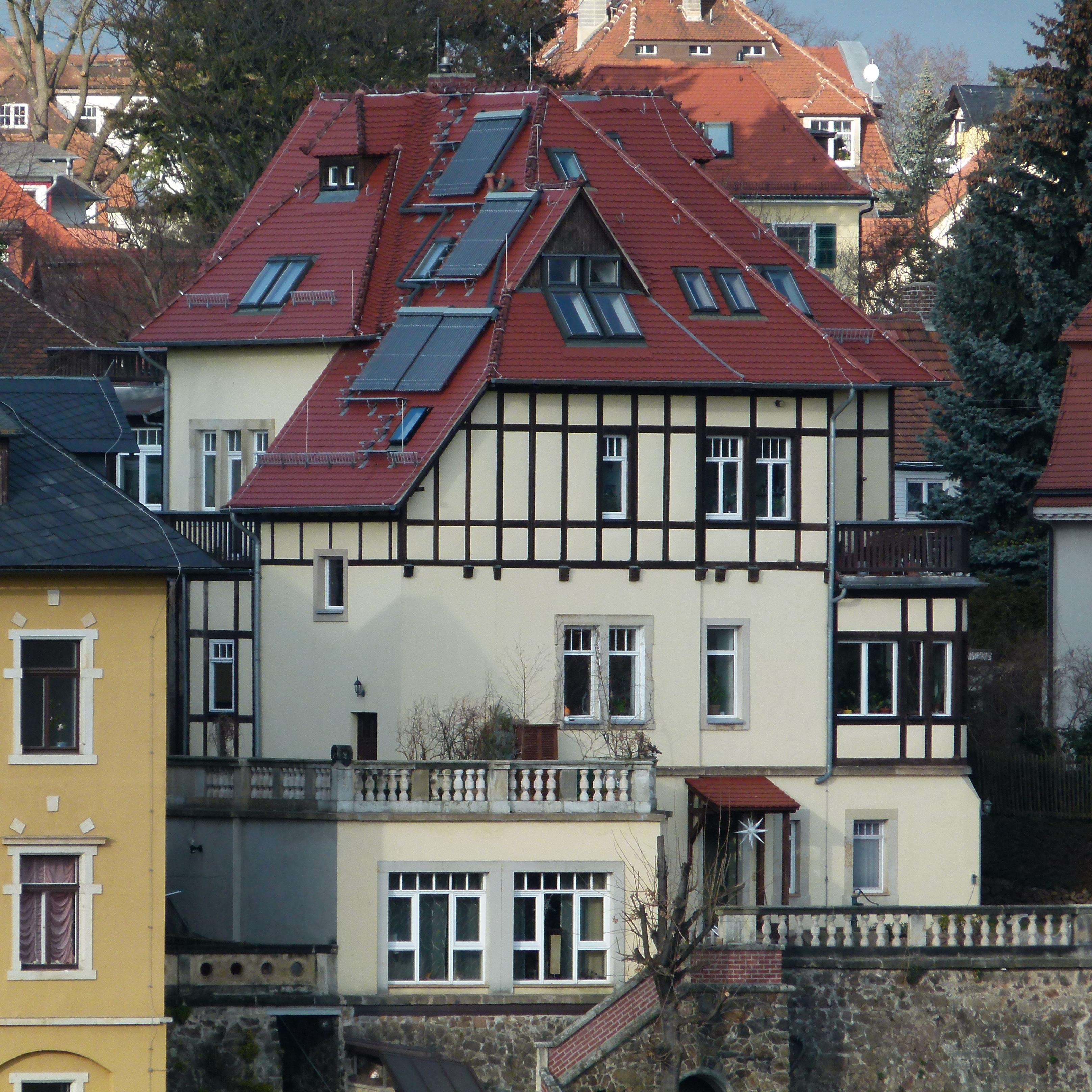
Sitz der Parteischule „Rosa Luxemburg“ im Jahr 1928: Villa in Dresden-Loschwitz-Weißer Hirsch, Kirchbachstraße 4, heute An der Berglehne 4 (Aufnahme von 2011)

Die Reichsparteischule „Rosa Luxemburg“ war eine zentrale Bildungseinrichtung der Kommunistischen Partei Deutschlands (KPD). Sie existierte von 1927 bis 1933. Im Jahre 1928 erhielt sie den Namen der KPD-Mitbegründerin Rosa Luxemburg.

## Geschichte

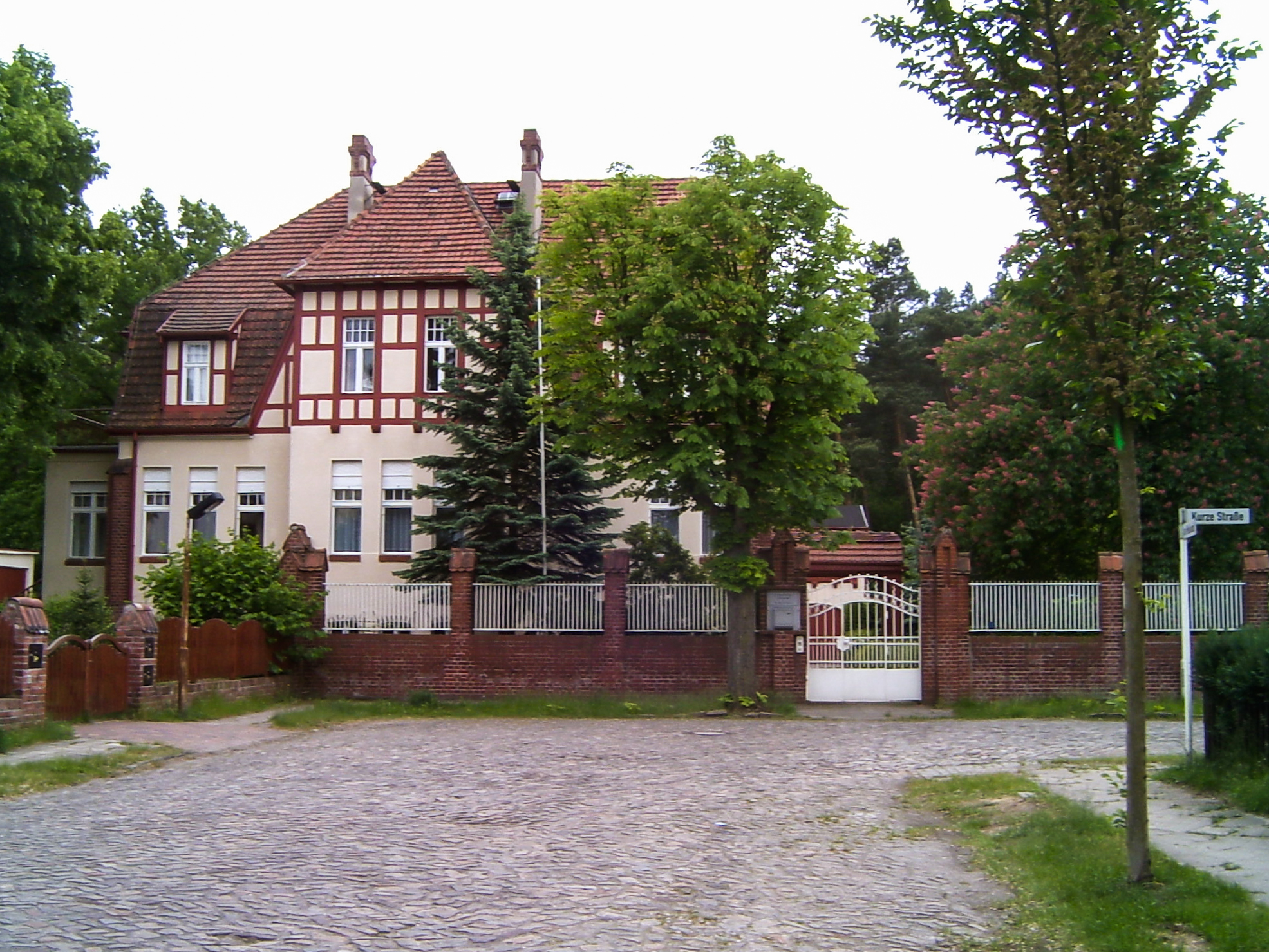
Das Gebäude der Reichsparteischule in Fichtenau

Die Gründung einer Reichsparteischule wurde im März 1927 auf dem 11. Parteitag der KPD in Essen beschlossen. Unmittelbar danach fand vom 1. April bis 31. Mai 1927 ein erster Lehrgang auf der Jugendburg Hohnstein in der Sächsischen Schweiz statt. Von Januar bis März 1928 folgte ein zweiter Lehrgang in einer Villa im Dresdner Stadtteil Loschwitz-Weißer Hirsch. Zu dieser Zeit erhielt die Parteischule den Namen „Rosa Luxemburg“. Leiterin der Schule war Frida Rubiner.
Im Januar 1929 erfolgte der Umzug in das endgültige Quartier in der Kurzen Straße 5/6 (heute 11) in Fichtenau, heute ein Ortsteil von Schöneiche bei Berlin. Haus und Grund hatte die Schweizer Kommunistin Mentona Moser aus einer Erbschaft zur Verfügung gestellt. Die Parteischule in Fichtenau wurde am 3. Februar 1929 eröffnet. Als Verwalter fungierte von 1929 bis 1933 Erich Wundersee.
Der letzte Lehrgang der Reichsparteischule begann im Dezember 1932 und musste im Februar 1933 nach der Machtergreifung der Nationalsozialisten abgebrochen werden. Am 2. März 1933 besetzte die SA als Hilfspolizei das Gebäude, das fortan unterschiedlichsten Zwecken diente. Der neue Besitzer benannte es nach dem deutschen Diktator in „Villa Adolf Hitler“ um.

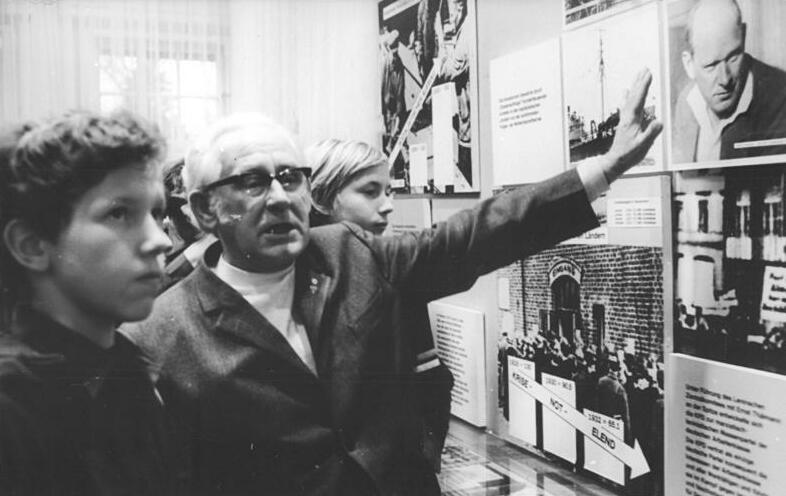
Paul Görbing, einer der Teilnehmer des letzten Lehrganges in der Parteischule bei einer Gedenkveranstaltung in der Gedenkstätte in Fichtenau im Jahr 1974

Im Dezember 1973 wurde auf Beschluss des Sekretariats des Zentralkomitees der Sozialistischen Einheitspartei Deutschlands (SED) in der ehemaligen Parteischule der KPD in Schöneiche-Fichtenau eine Gedenk- und Bildungsstätte eröffnet, die bis zum politischen Umbruch von 1989/90 existierte. Heute befindet sich das Haus wieder in Privatbesitz.

## Lehrplan
Wichtige Unterrichtsinhalte waren die Vermittlung der marxistisch-leninistischen Philosophie, die politische Ökonomie und die Geschichte der Arbeiterbewegung. Es gab u. a. Lektionen zu Strategie und Taktik, zur Agrarpolitik, Militärpolitik und Sozialpolitik sowie Kurse für angehende Abgeordnete. Der Historiker Martin Sabrow kommt zu der Einschätzung, die Parteischule habe nicht Wissen, sondern vor allem Gläubigkeit vermittelt.
Als Unterrichtsmaterialien wurden vor allem die Klassiker des Marxismus-Leninismus verwendet, insbesondere Das Kapital von Karl Marx, Der Imperialismus als höchstes Stadium des Kapitalismus, Staat und Revolution, Imperialismus und Empiriokritizismus von Wladimir Iljitsch Lenin.

## Lehrer
Als Lehrer wirkten u. a. Hermann Duncker, Ernst Schneller, Franz Dahlem, Karl August Wittfogel, Fred Oelßner, Theodor Neubauer, Philipp Dengel und Ernst Noffke. Häufig unterrichteten sowjetische Gastdozenten an der Schule. Zu Beginn oder am Abschluss der Lehrgänge traten führende KPD-Funktionäre wie Ernst Thälmann und Wilhelm Pieck als Dozenten auf.

## Schüler
Die Teilnehmer der Lehrgänge wurden von den Parteibezirken bzw. den Leitungen von der KPD nahestehenden Verbänden KJVD, Roter Frontkämpferbund und Rote Hilfe für den Lehrgang vorgeschlagen und von der Parteiführung ausgewählt. Der Besuch der Reichsparteischule sollte die Absolventen zur Übernahme von Führungspositionen in der KPD und den Nebenorganisationen befähigen. Schüler waren unter anderem Etkar André, Hans Beimler, Conrad Blenkle, Lea Grundig, Hasso Grabner, Grete Groh-Kummerlöw, Erich Honecker, Hans Jendretzky, Emmy Damerius-Koenen, Karl Mewis, Anton Saefkow und Elli Schmidt.